# Brest
Brest (kiejtése breszt, franciául [bʁɛst], bretonul [bʁest]) város Franciaországban, Bretagne nyugati részén.
17. századi létrejöttét és katonai jelentőségét a mély vizű és védett Bresti-öbölnek köszönheti. Ez okozta 1944. szeptemberi ostromát és pusztulását is. A háború után újjáépült, ma egyetemi és ipari város.
Lakossága 140 993 fő (2022. jan. 1.), ezzel Finistère megye legnagyobb települése, a megyeszékhely mégis a jóval kisebb Quimper (64 530 lakos).

## Önkormányzat és közigazgatás
A Brest métropole océane nevű településtársulás 8 települést foglal magába: Brest mellett tagja Bohars, Gouesnou, Guilers, Guipavas, Le Relecq-Kerhuon, Plougastel-Daoulas és Plouzané. A 220 km²-es területen 214 505 fő lakik (2007).

## Közlekedés
Brest repülőtere a Brest Bretagne repülőtér, melynek új terminálját 2007-ben adták át. Utasforgalma 2012-ben lépte át az 1 millió főt.
A várost TGV járatok kötik össze Párizzsal, az Egyesült Királyság felé pedig autókompok indulnak napi rendszerességgel. Közvetlen és díjmentes közúti kapcsolata van Nantes és Párizs felé; innen indul az E50-es és az E60-as európai út.
Közösségi közlekedésének gerincét a 2012-ben átadott villamosvonal jelenti.
A Penfeld folyón két híd ível át, melyek közül az alsó – az 1954-ben átadott Recouvrance híd – emelhető híd a hajózás biztosítása érdekében.

## Oktatás
- Brest Business School

## Sport
Labdarúgócsapata a francia másodosztályban szereplő Stade Brestois 29.

## Testvérvárosai
- Cádiz, Spanyolország
- Denver, Amerikai Egyesült Államok
- Dún Laoghaire, Írország
- Jokoszuka, Japán
- Kiel, Németország
- Konstanca, Románia
- Plymouth, Egyesült Királyság
- Saponé, Burkina Faso
- Taranto, Olaszország